# Синяя птичка (театр)
«Синяя птичка» – пародийный театр, созданный актёром Виктором Драгунским в Москве и существовавший с 1948 по 1958 годы.

## История
Драгунский к открытию театра уже сыграл несколько ролей на сцене Театра киноактёра и в кино (фильм «Русский вопрос», режиссёр Михаил Ромм). В театре с его огромной труппой, куда входили именитые кинозвезды, молодым и не очень известным актёрам не приходилось рассчитывать на постоянную занятость в спектаклях. И многие актёры с удовольствием отозвались на идею создания пародийного «театра в театре». Драгунский, уже являвшийся автором многочисленных фельетонов и юморесок, сам создавал интермедии, сценки, эстрадные монологи, цирковые клоунады. Виктор Драгунский и приглашенная им для совместной работы Людмила Давидович вместе сочинили и несколько песен, которые приобрели популярность и ещё долго часто исполнялись на эстраде – в том числе «Три вальса», «Чудо-песенка», «Теплоход», «Звезда моих полей», «Березонька». Позже к Драгунскому и Давидович присоединились известные сатирики Владимир Дыховичный, Морис Слободской, Яков Костюковский, Владлен Бахнов, Привалов и даже искусствовед Александр Каменский. Здесь играли актёры Борис Тенин, Всеволод Санаев, Лидия Сухаревская, Борис Сичкин, Сергей Мартинсон, Евгений Весник, Зиновий Гердт, Михаил Глузский, Мария Виноградова, Лидия Королёва, Евгений Моргунов, Ролан Быков и Юрий Яковлев и многие другие.
Коллектив мгновенно прославился. Очень скоро «Синюю птичку» пригласил на выступление директор Дома Актёра при ВТО Александр Эскин, а затем последовали приглашения в самые разные места, вплоть до научно-исследовательских институтов. По предложению руководства «Мосэстрады» Драгунский организовал эстрадный ансамбль, также называвшийся «Синяя птичка», и ставил концертные программы. В 50-м театр пробовали придушить, но он каким-то образом умудрялся существовать в иных ипостасях, да и как можно было уничтожить актёрские капустники, встречи, посиделки, шутки, возникающие сами по себе, стихийно, как анекдоты. Играть для зрителей было запрещено, но самодеятельные номера, пародирующие театральную жизнь и порядки, всё больше привлекали «своих», которых становилось тоже всё больше. Один из номеров «решал» проблему занятости актёрского состава: на сцену сразу выходили несколько актёров-исполнителей одной и той же роли и хором произносили текст. В другом номере совершенно открыто высмеивалась цензура: актёры выходили с обычным листом писчей бумаги, изображающим текст роли, и ножницами и по требованию цензуры вырезали все острые углы (играя на идиоматическом выражении «острые углы» – острые темы) и тем самым образуя новые острые углы – и так, пока от листа бумаги не оставалось ничего, кроме маленького закруглённого клочочка. И это всё происходило в сталинские и сразу послесталинские годы!
“Успех был ошеломляющий, – вспоминала Людмила Давидович, – толпы осаждали Дом актёра ВТО, где “Птичка” нашла пристанище благодаря директору Дома Александру Моисеевичу Эскину. Все хотели видеть, над чем смеются и что изображают: ведь время такое, что не до смеха было! Все помнили постановление о журналах “Звезда” и “Ленинград”, когда были оплёваны и фактически уничтожены как писатели Анна Ахматова и Михаил Зощенко. И вдруг, как глоток свежего воздуха, театр литературных и театральных пародий в самом центре Москвы рядом с Пушкинской площадью. Там смеялись над тем, над чем не принято было смеяться в то суровое время, задевались имена, которых боялись касаться”.
Через много лет свою деятельность в «Синей птичке» вспоминал Борис Сичкин: «А потом был театр "Синяя птичка". Его возглавлял знаменитый писатель Драгунский. Он был режиссёром и актёром. Лучшие комедийные актёры, которые были в Москве, работали в этом театре. Такие как Юра Яковлев, Женя Весник, Сухаревская, Тенин. И писательская группа была потрясающая. Там огромное удовольствие я получал, работая. Мы получали копейки. Мы ночью там репетировали. Если вспомнить, какое удовольствие я получал от искусства. Это именно когда я работал в театре "Синяя птичка". Вот тогда мы и познакомились и с Михаилом Аркадьевичем Светловым, и с Утесовым».

## Память
Жизни В. Ю. Драгунского посвящена книга его вдовы: Алла Драгунская (Семичастная), “О Викторе Драгунском. Жизнь, творчество, воспоминания друзей”, ТОО “Химия и жизнь”, Москва, 1999.